# W. Scott Haine
W. Scott Haine es un historiador estadounidense, que ha estudiado los cafés europeos.
Editor de la publicación The Social History of Alcohol Review, es autor de obras como The World of the Paris Café: Sociability among the French Working Class, 1789–1914 (Johns Hopkins University Press, 1996); o Culture and Customs of France (Greenwood P., 2006); entre otras. También ha sido editor de The Thinking Space: The Café as a Cultural Institution in Paris, Italy and Vienna (Ashgate Publishing, 2013), junto a Leona Rittner y Jeffrey H. Jackson.